# Mickey Rooney

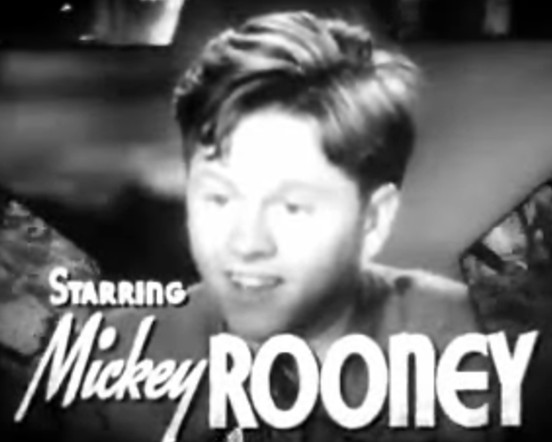
Mickey Rooney en el tráiler de la película Babes in Arms (1939).

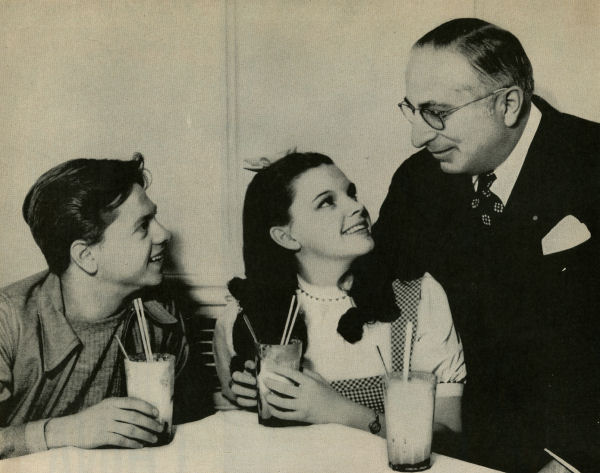
Fotografía publicitaria de Mickey Rooney, Judy Garland y Louis B. Mayer.

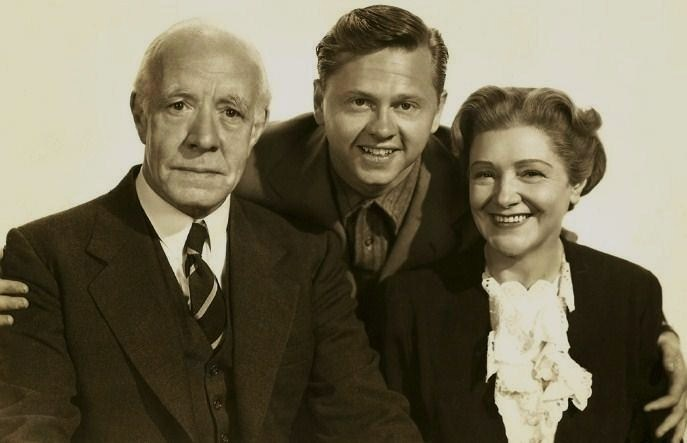
Lewis Stone, Mickey Rooney y Fay Holden en Love finds Andy Hardy.

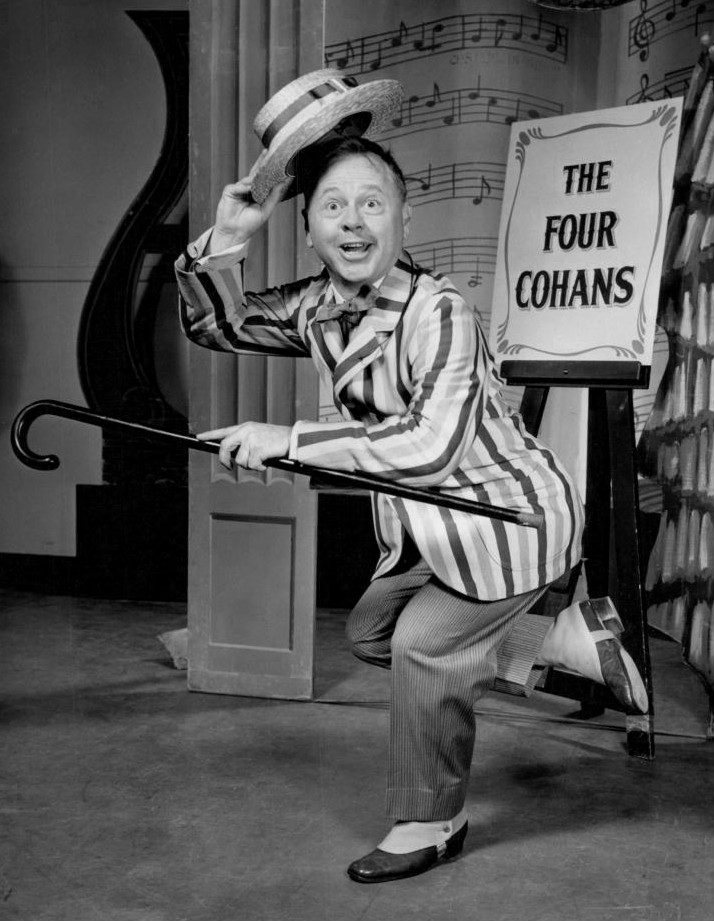
Mickey Rooney representa a George M. Cohan (Mr. Broadway) en un programa especial de tributo a este actor (1 de mayo de 1957).

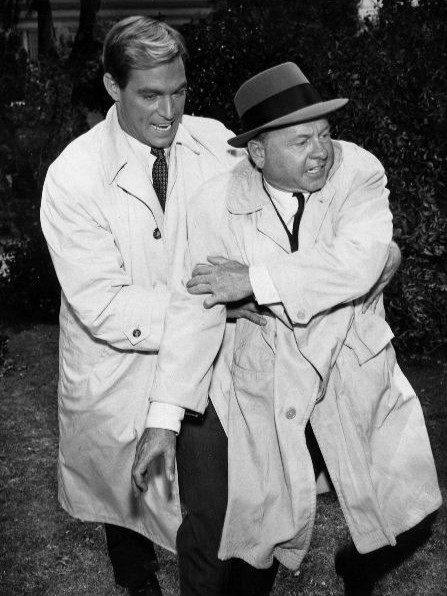
Fotografía de James Franciscus y Mickey Rooney como artista invitado en el programa de televisión The Investigators (1961).

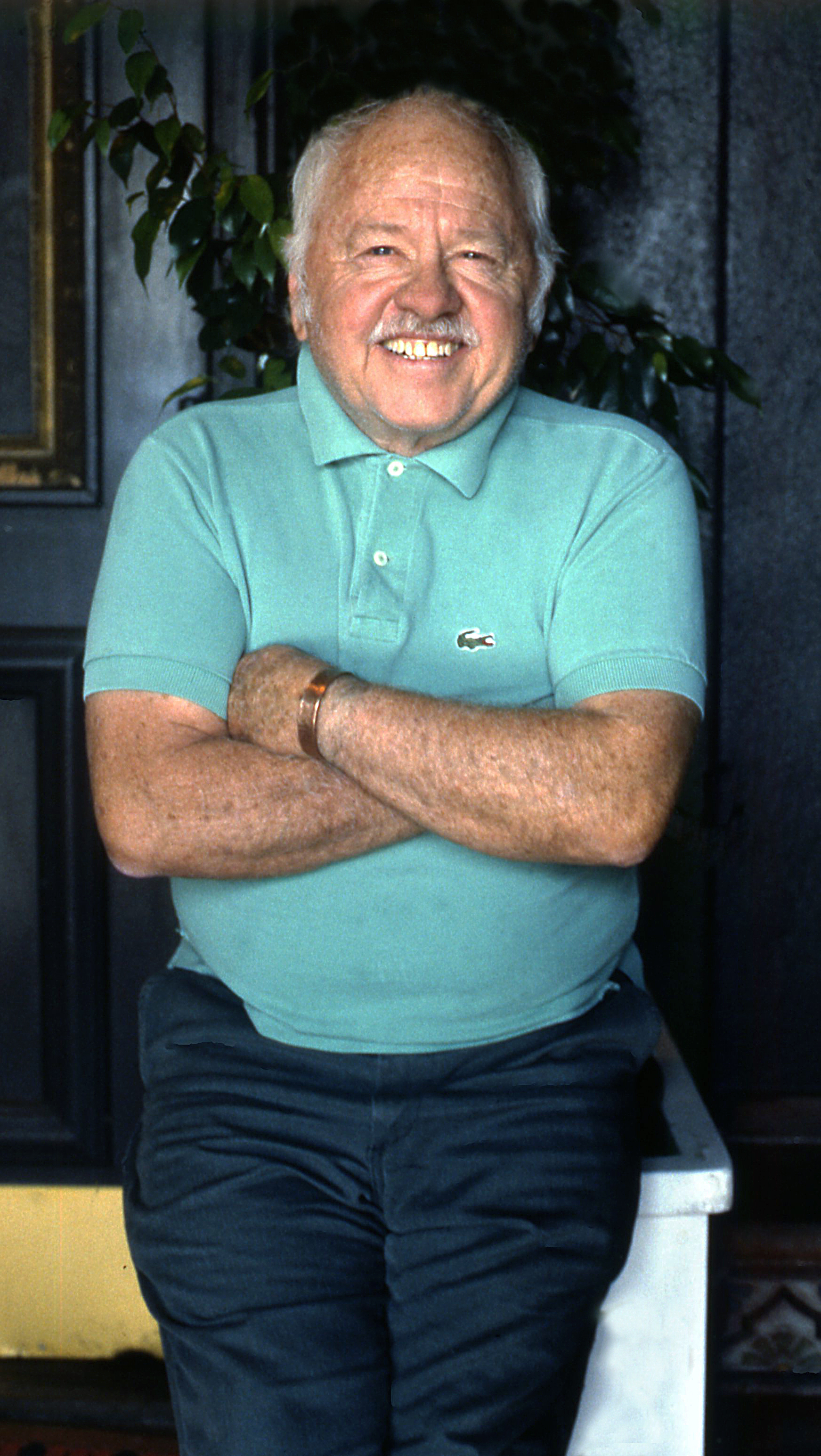
Mickey Rooney en Los Ángeles, en 1986.

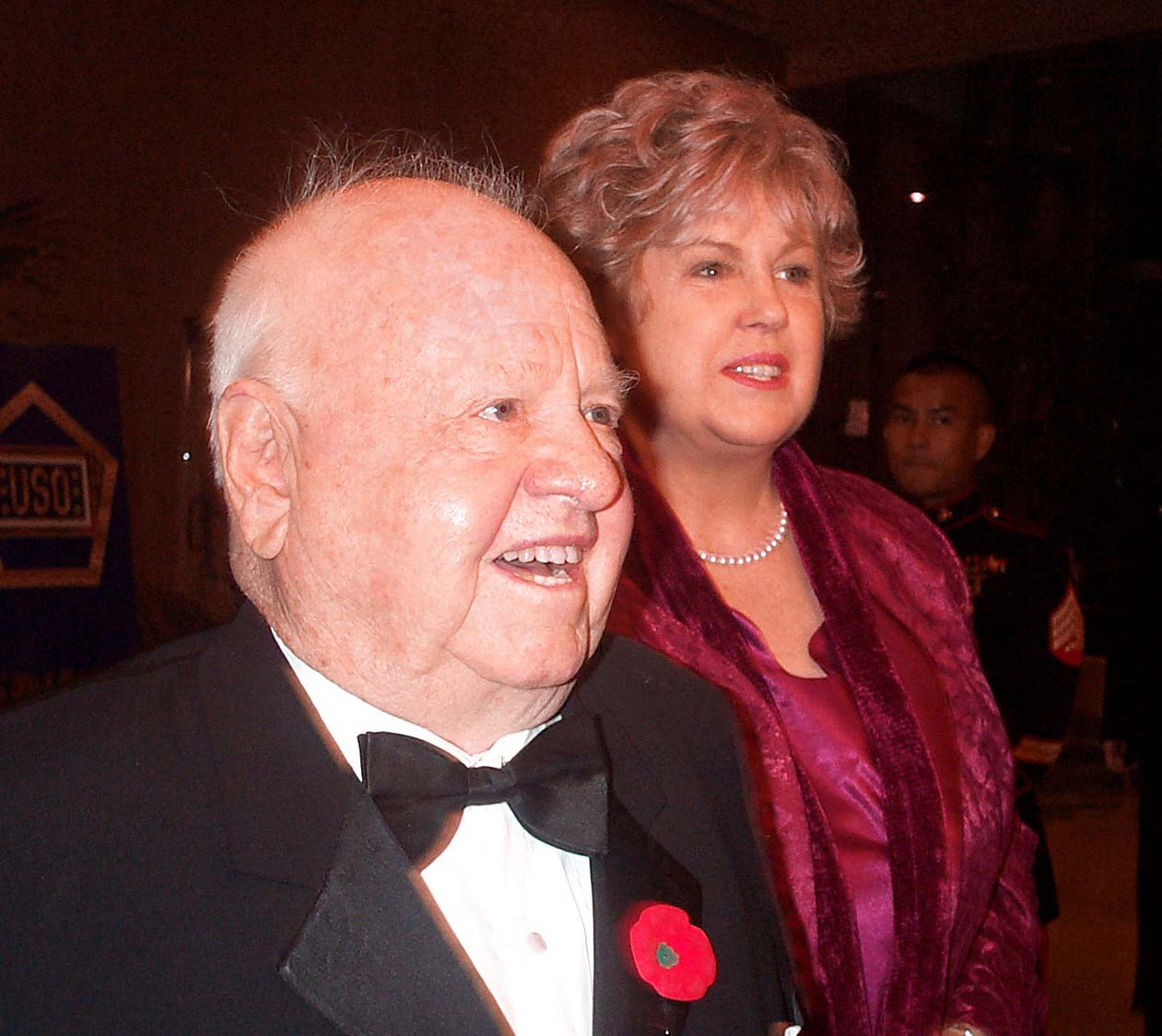
Mickey Rooney con su esposa, en el año 2000.

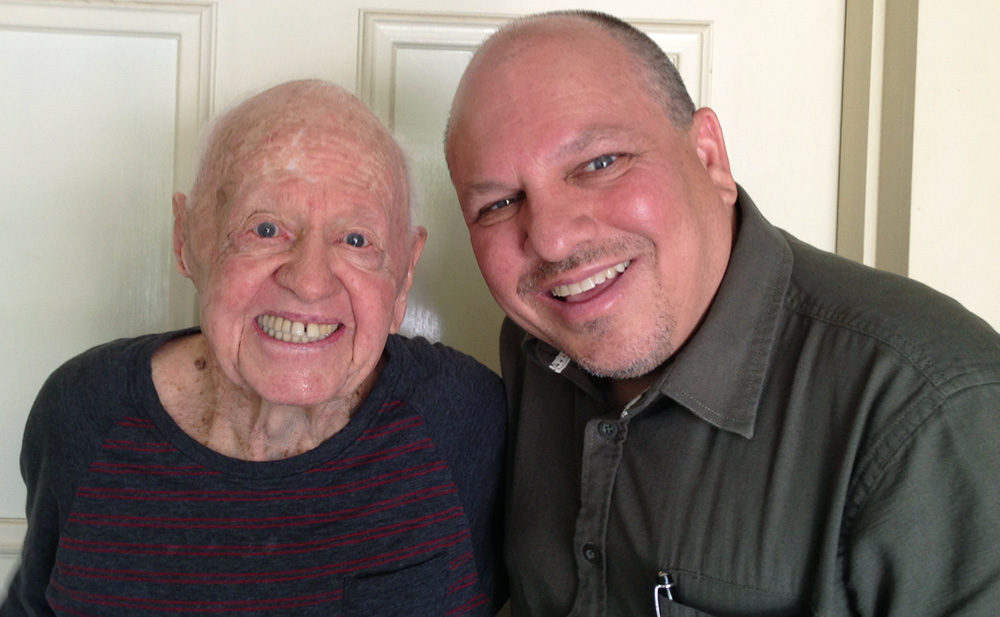
Mickey Rooney con un fan en 2013.

Mickey Rooney, nombre artístico de Joe Yule Jr. (Nueva York, 23 de septiembre de 1920-Los Ángeles, 6 de abril de 2014), fue un actor, productor, presentador y animador estadounidense de cine, televisión y teatro, galardonado con el Óscar juvenil en 1938 y con un Óscar Honorífico en 1982. 
En una carrera de casi nueve décadas, apareció en más de 300 películas y fue una de las últimas estrellas supervivientes de la era del cine mudo.Fue la atracción más taquillera de 1939 a 1941 y uno de los actores mejor pagados de la época.
Rooney actuó por primera vez en vodevil como actor infantil, y debutó en el cine a los seis años. Interpretó al personaje principal en la serie de 78 cortometrajes "Mickey McGuire", de los siete a los trece años. A los 14 y 15, interpretó a Puck en la obra de teatro y posterior adaptación cinematográfica de "Sueño de una noche de verano". A los 16, empezó a interpretar a Andy Hardy, y obtuvo su primer reconocimiento a los 17 como Whitey Marsh en Boys Town.

## Biografía
Rooney nació como Joseph Yule, Jr, hijo único de Nellie W. Carter y Joe Yule, en el barrio neoyorquino de Brooklyn, el 23 de septiembre de 1920. Su madre era una antigua corista y artista de burlesque estadounidense de Kansas City, Missouri, mientras que su padre era un artista de vodevil escocés que había emigrado a Nueva York desde Glasgow con su familia a la edad de tres meses. Cuando Rooney nació, sus padres actuaban juntos en una producción de Brooklyn de A Gaiety Girl. Más tarde contó en sus memorias que empezó a actuar a los 17 meses como parte de la rutina de sus padres, vistiendo un esmoquin hecho a medida.
Los padres de Rooney se separaron cuando él tenía cuatro años, en 1924, y él y su madre se trasladaron a Hollywood al año siguiente. Hizo su primera aparición en el cine a los seis años, en 1926, en el cortometraje Not to Be Trusted (1926). Rooney consiguió papeles secundarios en películas como La bestia de la ciudad (1932) y La vida de Jimmy Dolan (1933), que le permitieron trabajar junto a estrellas como Joel McCrea, Colleen Moore, Clark Gable, Douglas Fairbanks Jr., John Wayne y Jean Harlow. Se matriculó en la Hollywood Professional School y más tarde asistió a la Fairfax High School.

## Trayectoria
Su madre vio un anuncio en el que buscaban a un niño para interpretar el papel de "Mickey McGuire" en una serie de cortometrajes. Rooney consiguió el papel y se convirtió en "Mickey" en 78 de las películas, desde 1927 hasta 1936, empezando por Mickey's Circus (El circo de Mickey, 1927), su primer papel protagonista Durante este periodo, también puso brevemente la voz a Oswald el conejo de la suerte para Walter Lantz Productions. Hizo otras películas en su adolescencia, incluidas varias más de McGuire. A los 14 años, interpretó el papel de Puck en la adaptación de Warner Bros. de El sueño de una noche de verano en 1935. El crítico David Thomson elogió su interpretación como "una de las piezas de magia más cautivadoras del cine". A continuación, Rooney se trasladó a MGM, donde entabló amistad con Judy Garland, con quien empezó a rodar una serie de musicales que los lanzaron al estrellato.
Las décadas de los años 30 y los 40 fueron los años dorados del jovencito actor. En su adolescencia ya era una estrella por papeles como Andy Hardy. Trabajó en infinidad de proyectos como Los hijos de la farándula, El  joven Edison, Fuego de juventud con una muy joven Elizabeth Taylor o Rueda heroica.
Rooney era uno de los últimos sobrevivientes de la era dorada de los grandes estudios de Hollywood. En 1934 firmó su primer contrato para interpretar a un joven Clark Gable en Manhattan Melodrama y un año después fue prestado a Warner Brothers para representar a un exuberante Puck en A midsummer night´s dream, en la que también participaron James Cagney y Olivia de Havilland.
Pronto estaba ganando un sueldo de 130 dólares a la semana por actuar en cintas como Riff, Raff, Little Lord Fauntleroy, Captains Courageous, The Devil is a Sissy, y más notablemente, como un niño malcriado que es disciplinado por el padre Flanagan, que interpretaba Spencer Tracy, en Boys Town.
El gran éxito le llegó cuando filmó A Family Affair, parte de la saga de filmes sobre el personaje de Andy Hardy que se volvió sumamente popular.
"Sabía que "A Family Affair" era una película B pero eso no impidió que pusiera en ella todo lo que tenía", escribió Rooney. "Algo chistoso le pasó a esta película modesta. Lanzada en abril de 1937, al final recaudó más de medio millón de dólares en todo el país".
Es considerado el actor con la carrera profesional más larga (desde 1922 hasta 2014), récord de actuación que difícilmente sea roto. Entre cine y televisión, cuenta con 326 títulos. Siempre dijo: "No te retires, es mejor que inspires"; y en 2008, dijo a The Associated Press "Hay mucho por hacer". 
Ganó dos premios Óscar por sus logros personales y, entre 1939 y 1942, fue el actor más taquillero de la industria, lo que se interrumpió mientras se unió al ejército durante la Segunda Guerra Mundial. En el pináculo de su carrera, fue la encarnación del hombre espectáculo que podía cantar, bailar y hacer bromas, cautivando a millones con su gran sonrisa y su cabellera rubia. Más tarde ganó un premio Tony y un Emmy por sus actuaciones en Broadway y un programa de televisión, respectivamente. En 1982 se le otorgó el Óscar honorífico. Fue ganador de los premios Globo de Oro y Emmy.
En los años 1990, participó en la serie de televisión The Adventures of the Black Stallion (1990-1993). Uno de sus últimos papeles fue un éxito en taquilla: Night at the Museum, de 2006, ochenta años después de su primera aparición en el cine mudo.

### Vida privada
Su vida al límite entre adicciones, sus fracasados matrimonios y sus malas inversiones financieras, provocaron que el niño convertido en estrella fuera un hombre obligado a trabajar para saldar sus deudas, sobre todo después de que quebrara la productora que había creado en 1948.
A pesar de su poca presencia escénica, baja estatura (1,57 metros) y apariencia poco agraciada, era dueño de una personalidad desbordante en simpatía, perseverante y con mucha elocuencia. Le gustaban las mujeres altas, voluptuosas y bien dotadas. Se casó ocho veces y tuvo nueve hijos en total. Sus esposas fueron: 
- Ava Gardner, una mediática conquista Gardner tan solo tenía 19 años (1942-1943), sólo un año de matrimonio
- Betty Jane Rase (1944-1949) con quien tuvo dos hijos; Martha Vickers (1949-1951), un hijo;
- Elaine Mahnken (1952-1958), cuatro hijos;
- Barbara Ann Thomason (1958-1966);
- Marge Lane (1966); Carolyn Hockett (1969-1974), dos hijos; y
- Jan Chamberlain (1978-2014), hasta el momento de su muerte.

"Tengo tantas esposas e hijos, que no sé en qué casa pasar la Navidad" llegó a decir el actor. Sus ocho matrimonios, aunque nunca se arrepintió de ellos, sí que le costaron grandes sumas de dinero, al tener que pasar pensión alimenticia a cada una de sus mujeres a excepción de Ava Gardner, la única que no le pidió nada tras su divorcio. De esos matrimonios resultaron 9 hijos y 2 hijastros: cuatro mujeres y siete varones.
Tuvo aventuras amorosas con Marilyn Monroe y Lana Turner. Con esta última vivió un agrio enfrentamiento a partir de 1991, año en que él publicó un libro de memorias según el cual Lana y él habían tenido una hija secreta. La actriz, indignada, lo negó todo y nunca se lo perdonó. Estuvieron a punto de verse en el Festival de cine de San Sebastián de 1994, al que habían sido invitados ambos, pero la organización consiguió evitar el encuentro. En una rueda de prensa de ese certamen, Lana Turner escupió al mencionarse el nombre de Rooney.

### Trayectoria en televisión
En 1961 participó en un capítulo de la serie The Investigators con James Franciscus.
En 1964 fue estrella invitada en un episodio de la tercera temporada de la serie de la ABC Combate!.
En 1966 apareció en un capítulo de la famosa serie de los años 60 El Fugitivo con David Janssen, en el capítulo This'll kill you en donde actuó como Charlie Paris, dueño de una lavandería y apostador siendo al final asesinado por los apostadores a quienes debía dinero, quienes le disparan desde un auto, fuera de su negocio.
En la última temporada de la serie Full House (1994), apareció como artista invitado en el episodio de Navidad, haciendo el papel de un propietario de una tienda de regalos y artículos de broma.
En 1995, apareció como actor de voz doblándose a sí mismo en el episodio «Radioactive man» de Los Simpson.
En los años 1980 y 1990, se le pudo ver en populares series de televisión como The Love Boat (1982), The Golden Girls (1988), Murder, She Wrote (1993) o ER (1998).

### Actuaciones recientes
Una vida al máximo para el que muchos consideran uno de los grandes actores de Hollywood. "Una leyenda, obviamente, pero algo más: agradecido, gentil, vital y cálido". dijo Levy en un tuiteo.
Pese a divorcios, problemas financieros y períodos de sequía, siempre mantuvo su vigor acostumbrado. "He ido como una pelota de goma", dijo en 1979 cuando protagonizó la cinta The Black Stallion que le valió una nominación al Óscar de la Academia, como mejor actor de reparto, una de las cuatro que recibió a lo largo de su carrera.
El mismo año fue el protagonista, junto con Ann Miller, en una comedia de Broadway llamada Sugar babies, que mezclaba el vodevil con el burlesque. Se estrenó en Nueva York en octubre de 1979 y de inmediato se convirtió en la obra favorita en Broadway. Rooney fue nominado al Tony (al igual que Miller) y ganó millones durante las temporadas que estuvo en la obra.
Hasta el final fue un hombre que siempre estaba lanzando iniciativas. Algunas se cumplían, otras quedaban en proyecto: una cadena de restaurantes, una escuela para capacitar a jóvenes talentosos, un espectáculo en Broadway que escribió para él y Judy Garland... Guiones, novelas, obras de teatro.
La última película que había estrenado en la gran pantalla fue el "thriller" The Woods del año 2012.
Rooney fue candidato al Oscar en cuatro ocasiones por las películas Babes in Arms (1939), The Human Comedy (1943), The Bold and the Brave (1956) y The Black Stallion (1979), aunque sus únicas estatuillas fueron honoríficas.
En 1939 la Academia de Hollywood le concedió un galardón por su aportación como actor juvenil, y en 1983 le entregó un segundo premio en reconocimiento a sus 50 años de carrera.
A medida que su rostro envejecía, la estrella de Rooney parecía que se fuese apagando hasta que en la década de los años 80 renació como el ave Fénix de las cenizas gracias al musical de Broadway Sugar Babies y la nominación al Oscar por su papel en The Black Stallion.
En los años 80 y 90 se le podía ver en populares series de televisión como The Love Boat (El Crucero del Amor, 1982), The Golden Girls (Las chicas de oro, 1988), Murder, She Wrote (Se ha escrito un crimen, 1993) o ER (1998), o en filmes como La vida láctea (1991) dirigido por el español Juan Estelrich y Babe: Pig in the City (1998), de la saga sobre Babe.
Mickey Rooney se declaró en quiebra en 1996 porque debía más de 1,75 millones de dólares al IRS, el organismo del Gobierno de Estados Unidos responsable de la recaudación de impuestos.

### Fallecimiento
El actor falleció el 6 de abril de 2014 en Los Ángeles, California, por causas naturales. Rooney se encontraba con su familia en el momento de su deceso en su casa de North Hollywood, informó Andrew Smith, comandante de la policía de Los Ángeles. Smith dijo que agentes respondieron a un informe de muerte pero indicaron que no había nada sospechoso y que él no tenía más detalles. La oficina del forense del Condado de Los Ángeles dijo que no era su caso porque Rooney murió de causas naturales. No se dieron detalles acerca de la muerte del actor, quien había acudido el mes anterior a una fiesta la noche de entrega de los premios Óscar de 2014.
Tras conocerse su deceso, el director de Night at the Museum 3 Shawn Levy, confirmó que el nonagenario actor había rodado algunas secuencias para esa secuela el mes anterior a su deceso.

## Filmografía
- 1926: Not to Be Trusted
- 1927: Orchids and Ermine
- 1932: The Beast of the City
- 1932: Sin's Pay Day
- 1932: High Speed
- 1932: Fast Companions
- 1932: My Pal, the King
- 1932: Officer Thirteen
- 1933: The Big Cage
- 1933: The Life of Jimmy Dolan
- 1933: The Big Chance
- 1933: Broadway to Hollywood
- 1933: The Chief
- 1933: The World Changes
- 1934: Beloved
- 1934: The Lost Jungle
- 1934: I Like It That Way
- 1934: Manhattan Melodrama
- 1934: Love Birds
- 1934: Half a Sinner
- 1934: Hide-Out
- 1934: Chained
- 1934: Blind Date
- 1934: Death on the Diamond
- 1935: El sueño de una noche de verano
- 1935: Ayer como hoy
- 1935: The County Chairman
- 1935: Reckless
- 1935: The Healer
- 1935: Rendezvous
- 1935: Ah, Wilderness!
- 1936: Riffraff
- 1936: Little Lord Fauntleroy
- 1936: Down the Stretch
- 1936: The Devil is a Sissy
- 1937: A Family Affair
- 1937: Captains Courageous (Capitanes intrépidos)
- 1937: Slave Ship
- 1937: Hoosier Schoolboy
- 1937: Live, Love and Learn
- 1937: Thoroughbreds Don't Cry
- 1937: You're Only Young Once
- 1938: Love Is a Headache
- 1938: Judge Hardy's Children
- 1938: Hold That Kiss
- 1938: Lord Jeff
- 1938: Love Finds Andy Hardy
- 1938: Boys Town
- 1938: Stablemates
- 1938: Out West with the Hardys
- 1939: The Adventures of Huckleberry Finn
- 1939: The Hardys Ride High
- 1939: Andy Hardy Gets Spring Fever
- 1939: Babes in Arms
- 1939: Judge Hardy and Son
- 1940: Armonías de juventud.
- 1940: Young Tom Edison (El joven Edison).
- 1940: Andy Hardy Meets Debutante
- 1940: Strike Up the Band
- 1941: Andy Hardy's Private Secretary
- 1941: Men of Boys Town
- 1941: Life Begins for Andy Hardy
- 1941: Babes on Broadway (Chicos de Broadway)
- 1942: The Courtship of Andy Hardy
- 1942: A Yank at Eton
- 1942: Andy Hardy's Double Life
- 1943: The Human Comedy
- 1943: Thousands Cheer
- 1943: Girl Crazy
- 1944: Andy Hardy's Blonde Trouble
- 1944: National Velvet (Fuego de juventud)
- 1946: Love Laughs at Andy Hardy
- 1947: Killer McCoy
- 1947: Los romances de Andy Hardy
- 1948: Summer Holiday
- 1948: Words and Music
- 1949: The Big Wheel
- 1950: Quicksand
- 1950: The Fireball
- 1950: He's a Cockeyed Wonder
- 1951: My Outlaw Brother
- 1951: The Strip
- 1952: Sound Off
- 1953: Off Limits
- 1953: All Ashore
- 1953: A Slight Case of Larceny
- 1953: Marino al agua
- 1954: The Bridges at Toko-Ri (Los puentes de Toko-Ri)
- 1954: Drive a Crooked Road
- 1954: The Atomic Kid
- 1955: The Twinkle in God's Eye
- 1956: Amanecer sangriento (The Bold and the Brave)
- 1956: Francis in the Haunted House
- 1956: Magnificent Roughnecks
- 1957: Operation Mad Ball
- 1957: Baby Face Nelson
- 1958: A Nice Little Bank That Should Be Robbed
- 1958: Andy Hardy Comes Home
- 1959: The Big Operator
- 1959: The Last Mile
- 1960: Platinum High School
- 1960: The Private Lives of Adam and Eve
- 1961: Breakfast at Tiffany's
- 1961: King of the Roaring 20's – The Story of Arnold Rothstein
- 1961: Everything's Ducky
- 1962: Requiem for a Heavyweight.
- 1963: El mundo está loco, loco, loco
- 1964: The Secret Invasion (Secreta invasión)
- 1965: Twenty-Four Hours to Kill
- 1965: How to Stuff a Wild Bikini
- 1966: The Devil In Love
- 1966: Ambush Bay
- 1968: Skidoo
- 1969: The Extraordinary Seaman
- 1969: The Comic
- 1969: 80 Steps to Jonah
- 1970: Cockeyed Cowboys of Calico County
- 1970: Santa Claus Is Comin' to Town o Santa Claus llega a la Ciudad (1970), como actor de voz
- 1971: Mooch Goes to Hollywood
- 1971: The Manipulator
- 1972: Evil Roy Slade
- 1972: Richard
- 1972: Pulp (Historias peligrosas)
- 1973: The Godmothers
- 1974: Thunder County
- 1974: Rachel's Man
- 1974: Journey Back to Oz (voz).
- 1974: The Year Without a Santa Claus (voz).
- 1974: Érase una vez en Hollywood.
- 1975: Ace of Hearts
- 1975: From Hong Kong with Love
- 1976: Find the Lady
- 1977: The Domino Principle
- 1977: De presidio a primera página
- 1977: Pete's Dragon o Pedro y el dragón Elliot
- 1978: The Magic of Lassie o La magia de Lassie
- 1979: The Black Stallion o El corcel negro
- 1979: Arabian Adventure
- 1979: Rudolph and Frosty's Christmas in July (voz)
- 1981: The Fox and the Hound (voz).
- 1981: Bill
- 1981: Odyssey of the Pacific
- 1982: The Emperor of Peru o El emperador del Perú
- 1983: Bill: On His Own
- 1984: It Came Upon the Midnight Clear
- 1985: The Care Bears Movie o Los Cariñositos: la película, como actor de voz.
- 1986: Lightning, the White Stallion
- 1988: Bluegrass
- 1989: Erik the Viking o Erik, el vikingo
- 1989: Little Nemo: Adventures in Slumberland, como actor de voz.
- 1990: Home For Christmas o Una casa por Navidad
- 1991: My Heroes Have Always Been Cowboys
- 1991: La vida láctea (The Milky Life)
- 1992: Sweet Justice
- 1992: Silent Night, Deadly Night 5: The Toy Maker
- 1992: Little Nemo: Adventures In Slumberland
- 1992: Maximum Force
- 1993: The Legend of Wolf Mountain o La montaña del lobo
- 1993: The Magic Voyage, como actor de voz. Viaje mágico
- 1994: Anochecer Rojo.
- 1994: Revenge of the Red Baron
- 1994: The Outlaws: The Legend of O.B. Taggart
- 1994: Making Waves
- 1994: Full House
- 1995: America: A Call to Greatness
- 1995: En el camino de la vida
- 1997: Asesinato a medianoche
- 1997: Dos niños y un ladrón
- 1997: Killing Midnight
- 1998: The Face on the Barroom Floor
- 1998: Animals and the Tollkeeper
- 1998: Michael Kael vs. the World News Company
- 1998: Sinbad: The Battle of the Dark Knights
- 1998: Animals with the Tollkeeper
- 1998: Babe: Pig in the City
- 1998: Simbad: la batalla de los caballeros de la oscuridad
- 1999: Holy Hollywood
- 1999: The First of May
- 2000: Internet Love
- 2000: Phantom of the Megaplex
- 2001: La dama y el vagabundo II, como actor de voz.
- 2002: Topa Topa Bluffs
- 2003: Paradise
- 2005: Strike the Tent
- 2005: A Christmas Too Many
- 2006: The Thirsting
- 2006: To Kill a Mockumentary
- 2006: Night at the Museum
- 2007: The Yesterday Pool
- 2007: Bamboo Shark
- 2008: Lost Stallions: The Journey Home
- 2008: A Miser Brothers' Christmas, como actor de voz.
- 2010: Gerald
- 2011: The Muppets
- 2014: Night at the Museum: Secret of the Tomb

## Premios
Óscar
| Año  | Categoría                     | Película                      | Resultado |
| ---- | ----------------------------- | ----------------------------- | --------- |
| 1939 | Premio Juvenil de la Academia | Premio Juvenil de la Academia | Ganador   |
| 1940 | Mejor Actor                   | Hijos de la farándula         | Nominado  |
| 1944 | Mejor Actor                   | La comedia humana             | Nominado  |
| 1957 | Mejor Actor de Reparto        | Amanecer sangriento           | Nominado  |
| 1980 | Mejor Actor de Reparto        | El corcel negro               | Nominado  |
| 1983 | Óscar Honorífico              | Óscar Honorífico              | Ganador   |